# Udsigt til i morgen
|  | Denne artikel er oprettet af botten Steenthbot ud fra en ekstern database. Den kan derfor have sproglige fejl eller mangler. Denne skabelon kan fjernes efter kontrol af indholdet. |

Udsigt til i morgen er en dansk kortfilm fra 1970 instrueret af Ib Thorup og efter manuskript af Kirsten Thorup og Ib Thorup.

## Medvirkende
- Susanne Jagd
- Henning Jensen
- Torben Jetsmark
- Kaj Sørensen
- Mette von Kohl